# Michael Thelvén
Arne Michael Thelvén (né le 7 janvier 1961 à Stockholm en Suède) est un joueur professionnel suédois de hockey sur glace. Il évolue au poste de défenseur.

## Biographie

### Carrière en club
Formé au Hammarby IF, il commence sa carrière en senior dans l'Elitserien avec le Djurgården Hockey en 1978. Il est choisi au neuvième tour en cent-quatre-vingt-sixième position par les Bruins de Boston lors du repêchage d'entrée dans la LNH 1980. Il remporte le Trophée Le Mat 1983 avec Djurgården. Il part en Amérique du Nord en 1985. Il joue dans la Ligue nationale de hockey avec les Bruins. Il met un terme à sa carrière de joueur en 1990.

### Carrière internationale
Il représente la Suède au niveau international. Il prend part aux sélections jeunes.

## Statistiques

### En club
| Saison     | Équipe            | Ligue      |     | Saison régulière | Saison régulière | Saison régulière | Saison régulière | Saison régulière |   | Séries éliminatoires | Séries éliminatoires | Séries éliminatoires | Séries éliminatoires | Séries éliminatoires |
| Saison     | Équipe            | Ligue      | PJ  | B                | A                | Pts              | Pun              | PJ               | B | A                    | Pts                  | Pun                  |                      |                      |
| 1978-1979  | Djurgården Hockey | Elitserien | 10  | 0                | 1                | 1                | 8                |                  |   |                      |                      |                      |                      |                      |
| 1979-1980  | Djurgården Hockey | Suède Jr.  |     |                  |                  |                  |                  |                  |   |                      |                      |                      |                      |                      |
| 1980-1981  | Djurgården Hockey | Elitserien | 28  | 2                | 4                | 6                | 38               |                  |   |                      |                      |                      |                      |                      |
| 1981-1982  | Djurgården Hockey | Elitserien | 34  | 5                | 3                | 8                | 53               | 6                | 2 | 1                    | 3                    | 2                    |                      |                      |
| 1982-1983  | Djurgården Hockey | Elitserien | 30  | 3                | 14               | 17               | 50               | 7                | 1 | 2                    | 3                    | 12                   |                      |                      |
| 1983-1984  | Djurgården Hockey | Elitserien | 27  | 6                | 7                | 13               | 51               | 5                | 1 | 1                    | 2                    | 6                    |                      |                      |
| 1984-1985  | Djurgården Hockey | Elitserien | 33  | 8                | 13               | 21               | 54               | 8                | 0 | 2                    | 2                    | 2                    |                      |                      |
| 1985-1986  | Bruins de Boston  | LNH        | 60  | 6                | 20               | 26               | 48               | 3                | 0 | 0                    | 0                    | 0                    |                      |                      |
| 1986-1987  | Bruins de Boston  | LNH        | 34  | 5                | 15               | 20               | 18               |                  |   |                      |                      |                      |                      |                      |
| 1987-1988  | Bruins de Boston  | LNH        | 67  | 6                | 25               | 31               | 57               | 21               | 3 | 3                    | 6                    | 26                   |                      |                      |
| 1988-1989  | Bruins de Boston  | LNH        | 40  | 3                | 18               | 21               | 71               | 10               | 1 | 7                    | 8                    | 8                    |                      |                      |
| 1989-1990  | Bruins de Boston  | LNH        | 6   | 0                | 2                | 2                | 23               |                  |   |                      |                      |                      |                      |                      |
| Totaux LNH | Totaux LNH        | Totaux LNH | 207 | 20               | 80               | 100              | 217              | 34               | 4 | 10                   | 14                   | 34                   |                      |                      |

### En équipe nationale
| Année | Compétition                 |    | PJ | B | A | Pts | Pun | +/-                |  | Résultat |
| 1979  | Championnat d'Europe junior | 5  | 1  | 1 | 2 |     |     | Quatrième place    |  |          |
| 1981  | Championnat du monde junior | 5  | 2  | 1 | 3 | 4   |     | Médaille d'or      |  |          |
| 1984  | Jeux olympiques             | 3  | 1  | 3 | 4 | 4   |     | Médaille de bronze |  |          |
| 1984  | Coupe Canada                | 8  | 0  | 4 | 4 | 14  |     | Médaille d'argent  |  |          |
| 1985  | Championnat du monde        | 10 | 0  | 2 | 2 | 10  |     | Sixième place      |  |          |
| 1987  | Coupe Canada                | 6  | 0  | 3 | 3 | 10  |     | Médaille de bronze |  |          |